# Chris Reyes
Joseph Christopher "Chris" Reyes, född 29 december 1953, är en amerikansk företagsledare som är medgrundare, majoritetsägare och medordförande för det multinationella partihandelföretaget Reyes Holdings, LLC. Den amerikanska ekonomitidskriften Forbes rankar Reyes till att vara den 146:e rikaste amerikanen och världens 427:e rikaste med en förmögenhet på $4,1 miljarder för den 24 juli 2017.
Han avlade kandidatexamen vid University of Maryland, College Park.